# 相互リンク
相互リンク（そうごリンク）とは、2つのウェブサイト間で互いに（相互的に）リンクし合う状態を表す。

## 概要
多くの管理者は相互リンクをした場合、そのリンクが相互リンクであることを明確化するため、「相互リンク」と表記する。ウェブサイトによっては相互リンクの募集を行っていたり、相互リンク申請用のメールフォームを用意していることもある。
相互リンクをうまく行えば、SEOの良い効果が期待できます。ただし、相互リンクの関連性が低ければ、Googleからの評価は低く、検索順位へ悪い影響を与える恐れが危惧されています。 また、単純な相互リンクの獲得のみを大量に行うと、Googleからスパムの判定を受けることがあります。